# Teucholabis scabrosa
Teucholabis scabrosa är en tvåvingeart som beskrevs av Alexander 1938. Teucholabis scabrosa ingår i släktet Teucholabis och familjen småharkrankar.
Artens utbredningsområde är Ecuador. Inga underarter finns listade i Catalogue of Life.